# Cerveza negra

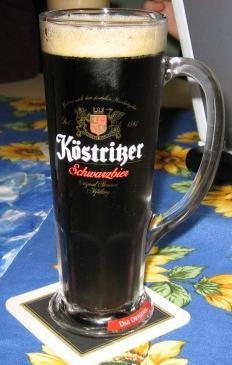
Köstritzer, un ejemplo de cerveza negra.

La cerveza negra (en alemán Schwarzbier) es un tipo de cerveza lager alemana opaca, de color muy oscuro y sabor fuerte que recuerda al chocolate o al café. Aunque tienen un sabor parecido, son más suaves y menos amargas que las stouts o porters británicas, debido al uso de levadura lager en lugar de ale ya que están hechas de malta tostada, lo que les da su color oscuro.
A la cerveza negra se la conoce también como cerveza malta (no confundirla con la bebida llamada malta, la cual a pesar de ser similar no contiene alcohol).

## Historia
Las raíces de la cerveza negra están en Turingia y Sajonia. La más antigua conocida es la Braunschweiger Mumme, elaborada desde la Edad Media (la primera mención documentada es de 1390) en Brunswick. La primera mención documentada en Turingia es de 1543 a la Köstritzer, una popular cerveza negra que sigue produciéndose actualmente.

## Características
Las Schwarzbiers son cervezas de fermentación baja (lager), aunque originalmente se usaba levadura de fermentación alta para elaborarlas. El contenido alcohólico suele estar entre el 4,8 y el 5 %. Obtienen su color oscuro del uso de maltas especialmente oscuras durante su elaboración. La malta obtiene a su vez el color durante el procedimiento de tueste. Las cervezas oscuras son algunas de las originalmente elaboradas, siendo posible obtener colores más claros gracias a maltas tostadas más ligera y brevemente, desde hace aproximadamente 150 años.
En el este de Alemania hay muchas variedades únicas de este estilo, procedentes de cerveceras locales. Se sirve a menudo con trozos de pan negro con queso crema. También combina bien con carnes marinadas como la falda, y es un excelente acompañamiento del Sauerbraten alemán. 
Su sabor tiende a ser ligeramente dulce; similar al de la melaza, aunque menos dulce que la malta sin alcohol.